# 里奇蒙第一榴彈砲隊
里奇蒙第一榴彈砲隊(1st Richmond Howitzers)為美國南北戰爭期間南軍之榴彈砲隊，於1859年 Thomas Jefferson之孫成立此榴彈砲隊，自第一次出征馬納沙斯至阿波馬托克斯郡府之最後一戰，第一榴彈砲隊都參與其中。

## 裝備
- 12口徑Mountain Howitzer

## 組織
里奇蒙第一榴彈砲隊為密西西比州第二十一步兵團之砲隊。

## 戰役
- 第一次馬納沙斯之役
- 威廉斯堡之役
- 七松坡之役
- 弗德堡之役
- 錢斯勒斯維爾之役
- 葛底斯堡之役
- 莽原之役
- 彼得斯堡之役
- 阿波馬托克斯郡府之役

## 外部連結
- http://www.hbgraphics.com/richmondhowizers/ （页面存档备份，存于） 里奇蒙第一榴彈砲隊之歷史
- http://aotw.org/officers.php?unit_id=596 （页面存档备份，存于） 里奇蒙第一榴彈砲隊之歷史